# Piedrabuena (Tucumán)
Piedrabuena es una localidad argentina ubicada en el departamento Burruyacú de la provincia de Tucumán. Se encuentra sobre la antigua ruta nacional 34, a 3,5 km del límite con la provincia de Santiago del Estero. La villa nació a partir de una estación de ferrocarril del ramal C-8 del Ferrocarril Belgrano, inaugurada en 1909. Lleva su nombre en homenaje a Bernabé Piedrabuena, gobernador de la provincia entre 1838 y 1840.
La zona presenta índices de pobreza y desocupación, posiblemente explicado por la tecnificación del agro que dejó sin trabajo a sus pobladores, ya que en sus alrededores se pueden ver extensos campos cultivados. No obstante, presenta un ligero repunte debido a la demanda de mano de obra para la construcción de diferentes obras, que se ejecutan desde el año 2013 en adelante. Dichas construcciones son de envergadura para el pueblo, entre las que figuran el nuevo edificio de la Comuna, la construcción de un Centro Integrador Comunitario, Comisaría Nueva, Juzgado de Paz y cordón cuneta. Se lleva adelante un fuerte proceso de urbanización que se traduce en la presencia de mayor cantidad de habitantes en relación con periodos anteriores.
En el plano económico, la cosecha de granos inyecta un ingreso de divisas abundante, dicha actividad no sería posible sin la constante adecuación de los caminos secundarios llevados adelante por la gestión actual a la cabeza de la comuna, encabezado por don Sergio Apestey. Dicha gestión es de carácter progresivo, por el cual el pueblo tuvo se repunte económico dado al énfasis de alimentar la obra pública.
Asimismo, se trata de un pueblo con fuertes raíces culturales, que se expresan en el canto, el baile folclórico y las fiestas del pueblo

## Población
Cuenta con 471 habitantes (Indec, 2010), lo que representa un incremento del 31% frente a los 359 habitantes (Indec, 2001) del censo anterior.
| Gráfica de evolución demográfica de Piedrabuena entre 1991 y 2010 |
|                                                                   |
| Fuente: Censos nacionales del INDEC                               |